# Glomera
Glomera är ett släkte av orkidéer. Glomera ingår i familjen orkidéer.

## Dottertaxa tillGlomera, i alfabetisk ordning[1]
- Glomera acicularis
- Glomera acuminata
- Glomera acutiflora
- Glomera adenandroides
- Glomera adenocarpa
- Glomera affinis
- Glomera albiviridis
- Glomera amboinensis
- Glomera angiensis
- Glomera asperata
- Glomera aurea
- Glomera bambusiformis
- Glomera bismarckiensis
- Glomera bougainvilleana
- Glomera brachychaete
- Glomera brevipetala
- Glomera calocephala
- Glomera carnea
- Glomera carolinensis
- Glomera celebica
- Glomera compressa
- Glomera confusa
- Glomera conglutinata
- Glomera cyatheicola
- Glomera dekockii
- Glomera dentifera
- Glomera dependens
- Glomera diosmoides
- Glomera dischorensis
- Glomera distichifolia
- Glomera dubia
- Glomera elegantula
- Glomera emarginata
- Glomera ericifolia
- Glomera erythrosma
- Glomera flaccida
- Glomera flammula
- Glomera fransseniana
- Glomera fruticula
- Glomera fruticulosa
- Glomera fusca
- Glomera gamosepalata
- Glomera geelvinkensis
- Glomera glomeroides
- Glomera goliathensis
- Glomera graminifolia
- Glomera grandiflora
- Glomera hamadryas
- Glomera hubrechtiana
- Glomera hunsteiniana
- Glomera imitans
- Glomera inconspicua
- Glomera inflata
- Glomera jabiensis
- Glomera kaniensis
- Glomera kanke
- Glomera keytsiana
- Glomera lancipetala
- Glomera latilinguis
- Glomera latipetala
- Glomera ledermannii
- Glomera leucomela
- Glomera longa
- Glomera longicaulis
- Glomera macdonaldii
- Glomera macrantha
- Glomera macrophylla
- Glomera manicata
- Glomera mayuensis
- Glomera melanocaulon
- Glomera merrillii
- Glomera microphylla
- Glomera minutigibba
- Glomera montana
- Glomera myrtillus
- Glomera nana
- Glomera neohibernica
- Glomera nigrilimbata
- Glomera obovata
- Glomera obtusa
- Glomera oligantha
- Glomera palustris
- Glomera papuana
- Glomera parviflora
- Glomera patens
- Glomera pensilis
- Glomera pilifera
- Glomera platypetala
- Glomera pleiotricha
- Glomera plumosa
- Glomera polychaete
- Glomera pseudomonanthos
- Glomera pteropetala
- Glomera pullei
- Glomera pumilio
- Glomera pungens
- Glomera retusa
- Glomera retusimentum
- Glomera rhombea
- Glomera rigidula
- Glomera rubroviridis
- Glomera saccosepala
- Glomera salicornioides
- Glomera salmonea
- Glomera scandens
- Glomera schlechteriana
- Glomera schultzei
- Glomera secunda
- Glomera sepalosiphon
- Glomera similis
- Glomera sororia
- Glomera squamulosa
- Glomera stenocentron
- Glomera subeciliata
- Glomera sublaevis
- Glomera subpetiolata
- Glomera subracemosa
- Glomera subulata
- Glomera subuliformis
- Glomera tamiana
- Glomera tenuis
- Glomera terrestris
- Glomera torricellensis
- Glomera transitoria
- Glomera triangularis
- Glomera uniflora
- Glomera verrucifera
- Glomera verrucosissima
- Glomera verruculosa
- Glomera versteegii
- Glomera viridis